# Tofsvaktelduva
Tofsvaktelduva (Geotrygon versicolor) är en fågel i familjen duvor inom ordningen duvfåglar.

## Utbredning och systematik
Fågeln förekommer enbart i bergsskogarna på Jamaica. Den behandlas som monotypisk, det vill säga att den inte delas in i några underarter.

## Status
IUCN kategoriserar arten som nära hotad.